# Спомен-стуб
Спомен стуб је врста споменика коју карактерише изразито вертикална, стуболика форма, подигнут са циљем да обележи и сачува сећање на значајне личности, догађаје или идеје. Спомен-стубови могу бити самостални објекти у јавном простору или део већих меморијалних комплекса. Често су украшени рељефима, натписима, или је на њиховом врху постављена скулптура (статуа, симбол).

## Дефиниција и карактеристике
Спомен стуб је монументална структура чија је доминантна димензија висина. Израђује се од трајних материјала попут камена (мермер, гранит), метала (бронза) или бетона. Основне карактеристике спомен-стуба су:
- Вертикалност: Изражена тежња ка висини, чиме се постиже упечатљивост и видљивост у простору.
- Комеморативна функција: Примарни циљ је очување сећања и одавање почасти.
- Симболичко значење: Стуб као форма може имати различита симболичка значења (победа, постојаност, веза између земље и неба, трајност, итд.).
- Уметничка обрада: Често је уметнички обликован, са декоративним елементима, натписима или скулптурама.

Разликује се од архитектонског стуба који има првенствено конструктивну улогу (носач), иако и спомен-стуб може бити део архитектонске целине. Такође се разликује од обелиска по свом пореклу и често по облику (обелиск је монолитан, четворостран, сужава се ка врху и завршава пирамидионом, и води порекло из старог Египта).

## Историјски развој и примери

### Антички спомен-стубови
Подизање спомен-стубова има дугу традицију која сеже у античке цивилизације.
- Римски тријумфални стубови су међу најпознатијим примерима. Подизани су у част победоносних царева и војсковођа, а често су били украшени спиралним рељефима који су приказивали сцене из ратних похода. Најпознатији су:
  - Трајанов стуб у Риму (подигнут 113. године н.е. у част Трајанових победа у Дачким ратовима).[2]
  - Стуб Марка Аурелија у Риму (подигнут око 193. године н.е. у част победа Марка Аурелија над Маркоманима и Сарматима).
- Постојали су и други типови стубова, попут оних који су носили статуе божанстава или царева, или су служили као међаши.

### Средњовековни и каснији примери у Европи
У средњем веку, традиција подизања великих спомен-стубова јењава, али се јављају други облици меморијалних стубова, попут високих камених крстова са натписима или рељефима. У неким европским градовима подизани су Роландови стубови као симболи градских слобода.
- Током барока, у Централној Европи постају популарни Маријански стубови (посвећени Богородици) и кужни стубови, подизани у знак захвалности за престанак епидемија куге. Често су богато украшени скулптурама светаца (нпр. Кужни стуб у Бечу).
- Од ренесансе надаље, обнавља се интересовање за античке узоре, па се поново подижу стубови у славу владара или победа (нпр. Вандомски стуб у Паризу, Нелсонов стуб у Лондону).

### Спомен-стубови у Србији
На територији Србије такође постоје примери спомен-стубова из различитих периода.
- Спомен-стуб Ламартину у Земунском парку (1933), подигнут у част стогодишњице боравка француског песника Алфонса де Ламартина у Земуну.
- Чегарски споменик код Ниша, у облику куле-стуба, посвећен је бици на Чегру и Стевану Синђелићу.
- Бројни мањи спомен-стубови и обележја подигнути широм Србије у знак сећања на жртве ратова, значајне догађаје или личности из локалне историје.
- У народној архитектури и крајпуташима понекад се могу наћи елементи који подсећају на спомен-стубове.

## Врсте и функције
Спомен-стубови се могу класификовати према својој примарној функцији:
- Тријумфални или победнички стубови: Славили су војне победе или моћ владара.
- Меморијални (комеморативни) стубови: Подигнути у знак сећања на одређену личност, догађај или идеју.
- Надгробни стубови: Могу имати функцију надгробног споменика или обележавати место сахране (нпр. неке врсте стела).
- Симболички стубови: Представљају одређене апстрактне концепте, вредности или достигнућа.
- Вотивни стубови: Подизани у знак завета или захвалности божанствима.

## Симболика
Вертикалност стуба сама по себи носи снажну симболику:
- Тежња ка висини, уздизање, повезивање земље и неба.
- Постојаност, чврстина, трајност.
- Оса света (axis mundi) у неким културама.
- Моћ, ауторитет, победа.

Скулптурални украси, рељефи и натписи на стубу додатно обогаћују његово симболичко значење и преносе конкретне поруке везане за сврху његовог подизања.